# Bassin du Cratère
Le bassin du Cratère est une petite baie située sur l'île Saint-Paul, dans les terres australes et antarctiques françaises. 

## Caractéristiques
Le bassin du Cratère mesure un kilomètre de diamètre et est dominé par des falaises dont la hauteur va jusqu'à 270 mètres. Le bassin du Cratère est en fait un cratère volcanique, qui était séparé de l'océan Indien avant 1780. Mais une passe de cent mètres de largeur et de quelques mètres de profondeur s'est ouverte et a laissé entrer la mer dans le cratère.